# Torricelli (cratère)
Torricelli est un cratère lunaire situé sur la face visible de la Lune. Il se trouve près du Sinus Asperitatis au nord de la Mare Nectaris et au sud de la Mare Tranquillitatis. Le cratère Torricelli est situé dans le voisinage des cratères Cyrillus, Theophilus et Mädler. Le cratère Torricelli a un contour irrégulier en forme de poire, et se trouve au sein d'un grand cratère enfoui, Torricelli R. 
En 1935, l'Union astronomique internationale a donné, à ce cratère lunaire, le nom du mathématicien et physicien italien Evangelista Torricelli, inventeur du baromètre.
Par convention, les cratères satellites sont identifiés sur les cartes lunaires en plaçant la lettre sur le côté du point central du cratère qui est le plus proche de Torricelli.
| Torricelli | Latitude | Longitude | Diamètre |
| ---------- | -------- | --------- | -------- |
| A          | 4.5° S   | 29.8° E   | 11 km    |
| B          | 2.6° S   | 29.1° E   | 7 km     |
| C          | 2.7° S   | 26.0° E   | 11 km    |
| F          | 4.2° S   | 29.4° E   | 7 km     |
| G          | 1.4° S   | 27.0° E   | 4 km     |
| H          | 3.3° S   | 25.3° E   | 7 km     |
| J          | 3.6° S   | 25.1° E   | 5 km     |
| K          | 4.0° S   | 25.2° E   | 6 km     |
| L          | 3.5° S   | 24.3° E   | 4 km     |
| M          | 3.6° S   | 31.2° E   | 14 km    |
| N          | 6.1° S   | 29.2° E   | 4 km     |
| P          | 6.5° S   | 29.9° E   | 4 km     |
| R          | 5.2° S   | 28.1° E   | 87 km    |
| T          | 4.2° S   | 27.5° E   | 3 km     |